# Palacio del Marqués de Villadarias
La construcción del palacio del Marqués de Villadarias comenzó en 1710, cuando el II marqués de Villadarias, Francisco del Castillo y Fajardo, se afincó en Antequera. El palacio tiene incoado expediente para la declaración como Bien de Interés Cultural, en la categoría de monumento, desde el 22 de julio de 1987. 
En 1716 se solicita permiso al Cabildo Municipal para la construcción de la fachada, ya que invadiría una parte de la calzada. Para este año, por tanto, el palacio debía estar terminado. Los cilindros de piedra y cadenas que decoran la portada se pusieron en recuerdo de la visita de Felipe V e Isabel de Farnesio, que junto a su corte fueron huéspedes de la marquesa viuda de Villadarias en este palacio, durante su estancia en Antequera, en 1730.

## Descripción
Posee el palacio una fachada monumental, organizada en tres pisos y seis ejes con huecos de ventanas. El elemento que más destaca es la portada, resuelto en un concepto muy barroco en su composición, pero sobria y clasicista en sus elementos técnicos. 
El primer cuerpo dispone cuatro columnas toscanas con capiteles ovados muy estilizadas que se sitúan sobre plintos y en planos verticales distintos, fondeadas de pilastras cajeadas. Sobre este primer cuerpo se sitúa el amplio balcón, cuyo vano se guarnece de pilastras cajeadas y sencillo entablamento sin apenas resalte. Finalmente, el último cuerpo de la portada es el que se plantea con una mayor libertad de composición, rematándose con un frontón curvo guarnecido de roleos y pirámides. 
En cuanto al interior, el palacio es de una magnificencia acorde a con la monumental portada. A través del zaguán se accede a un patio de planta cuadrada que desarrolla en la planta baja arcos de ladrillo sobre doce columnas toscanas de piedra del Torcal. 
Las galerías de la planta principal se vieron afectadas por una remodelación del siglo XIX. A ellas se accede mediante una monumental escalera cuya caja posee planta rectangualar y se cubre mediante bóveda elíptica sobre pechinas, decoradas con yeserías. 